# Nuno Pinto
Nuno Pinto, właśc. Nuno Miguel Sousa Pinto (ur. 6 sierpnia 1986 w Vila Nova de Gaia, dystrykt Wielkie Porto) – portugalski piłkarz występujący na pozycji lewego obrońcy w portugalskim klubie Vitória Setúbal.

## Kariera piłkarska

### Kariera klubowa
Wychowanek klubu Boavista FC, w barwach którego w 2005 rozpoczął karierę piłkarską. Z przyczyny wysokiej konkurencji nie potrafił przebić się do podstawowego składu, dlatego pierwsze dwa sezony grał na zasadach wypożyczenia w klubach Vilanovense FC i CD Trofense. Latem 2008 przeszedł do CD Nacional. 28 grudnia 2011 podpisał kontrakt z bułgarskim klubem Lewski Sofia. 22 stycznia 2014 przeszedł do ukraińskiej Tawrii Symferopol. Po rozformowaniu klubu w maju 2014 opuścił Krym.

## Sukcesy i odznaczenia

### Sukcesy klubowe
- wicemistrz Bułgarii: 2013
- finalista Pucharu Bułgarii: 2013